# NGC 1276
NGC 1276 je dvostruka zvijezda u zviježđu Perzeju. 

## Vanjske poveznice
- SEDS: NGC 1276